# Liste der Kulturgüter von nationaler Bedeutung im Kanton Waadt
Diese Liste enthält alle national bedeutenden Kulturgüter (A-Objekte, geregelt in KGSV) im Kanton Waadt, die in der Ausgabe 2009 (Stand: 1. Januar 2018) des Schweizerischen Inventars der Kulturgüter von nationaler und regionaler Bedeutung vermerkt sind. Sie ist nach politischen Gemeinden sortiert; enthalten sind 186 Einzelbauten, 46 Sammlungen, 32 archäologische Fundstellen und zwei Spezialfälle.

## Abkürzungen
- A: Archäologie
- Arch: Archiv
- B: Bibliothek
- E: Einzelobjekt
- M: Museum
- O: Mehrteiliges Objekt
- S: Spezialfall

## Inventar nach Gemeinde

### Aigle
| KGS-Nr. | Foto | Objektbezeichnung                                | Typ | Adresse           | Koordinaten     |
| ------- | ---- | ------------------------------------------------ | --- | ----------------- | --------------- |
| 05889   |      | Schloss Aigle                                    | O   | Chemin du Château | 564380 / 129400 |
| 05890   |      | Zehnthaus                                        | E   | Chemin du château | 564330 / 129386 |
| 05897   |      | Reformierte Kirche Saint-Maurice                 | E   | Avenue du Cloître | 564207 / 129503 |
| 08694   |      | Weinbau-, Wein- und Etikettenmuseum (im Schloss) | M   | Chemin du Château | 564380 / 129400 |

### Allaman
| KGS-Nr. | Foto | Objektbezeichnung | Typ | Adresse          | Koordinaten     |
| ------- | ---- | ----------------- | --- | ---------------- | --------------- |
| 05898   |      | Schloss Allaman   | O   | Route de la Gare | 520063 / 147197 |

### Arzier-Le Muids
| KGS-Nr. | Foto | Objektbezeichnung                                           | Typ | Adresse             | Koordinaten     |
| ------- | ---- | ----------------------------------------------------------- | --- | ------------------- | --------------- |
| 09687   |      | Kartause Oujon und unteres Haus (mittelalterliches Kloster) | A   | Route des Montagnes | 503480 / 146672 |

### Aubonne
| KGS-Nr. | Foto | Objektbezeichnung                            | Typ | Adresse              | Koordinaten     |
| ------- | ---- | -------------------------------------------- | --- | -------------------- | --------------- |
| 05905   |      | Schloss Aubonne                              | O   | Le Château           | 519596 / 150027 |
| 05908   |      | Rathaus (Hôtel de Ville)                     | O   | Grand Rue 2          | 519580 / 149891 |
| 05910   |      | Maison d’Aspre mit Orangerie                 | O   | Le Clos d’Aspre      | 519650 / 149776 |
| 05911   |      | Herrenhaus und Reiterhof                     | O   | Bougy-Saint-Martin 6 | 518853 / 149630 |
| 10315   |      | Ehemalige eidgenössische Pulvermühle Aubonne | O   | Chemin de la Vaux 48 | 520514 / 148917 |

### Avenches
| KGS-Nr. | Foto | Objektbezeichnung                   | Typ   | Adresse                       | Koordinaten     |
| ------- | ---- | ----------------------------------- | ----- | ----------------------------- | --------------- |
| 05913   |      | Amphitheater und Römisches Museum   | A M O | Avenue Jomini                 | 569820 / 192290 |
| 05915   |      | Schloss Avenches                    | O     | Rue du Château                | 569700 / 192323 |
| 05918   |      | Aventicum (römische Stadt)          | A     |                               | 570400 / 192400 |
| 05920   |      | Pfarrhaus                           | E     | Rue du Jura 2                 | 569636 / 192281 |
| 05923   |      | Reformierte Kirche Sainte-Madeleine | E     | Place de l’Église             | 569644 / 192201 |
| 06051   |      | Kirche von Donatyre                 | E     | Donatyre, Route de Villarepos | 570990 / 191790 |
| 10508   |      | Bischofsturm                        | A O   | Avenue Jomini                 | 569860 / 192300 |

### Baulmes
| KGS-Nr. | Foto | Objektbezeichnung                           | Typ | Adresse          | Koordinaten     |
| ------- | ---- | ------------------------------------------- | --- | ---------------- | --------------- |
| 05927   |      | Abri de la Cure (prähistorische Fundstelle) | A   |                  | 529700 / 182801 |
| 11687   |      | Gemeindehausturm                            | E   | Place de la Tour | 529965 / 182586 |

### Bex
| KGS-Nr. | Foto | Objektbezeichnung        | Typ | Adresse                | Koordinaten     |
| ------- | ---- | ------------------------ | --- | ---------------------- | --------------- |
| 05945   |      | Salzbergwerk             | S   | Route de Gryon 29      | 568546 / 123312 |
| 05946   |      | Kirchturm                | E   | Rue du Midi            | 567124 / 122290 |
| 05948   |      | Festungsanlage Arzillier | O   |                        | 566719 / 119440 |
| 10498   |      | Rhonebrücke              | E   | Route de Saint-Maurice | 566420 / 119207 |

### Blonay
| KGS-Nr. | Foto | Objektbezeichnung | Typ | Adresse          | Koordinaten     |
| ------- | ---- | ----------------- | --- | ---------------- | --------------- |
| 05956   |      | Schloss Blonay    | O   | Chemin du Ressat | 557849 / 146616 |

### Bourg-en-Lavaux
| KGS-Nr. | Foto | Objektbezeichnung | Typ | Adresse                         | Koordinaten     |
| ------- | ---- | ----------------- | --- | ------------------------------- | --------------- |
| 06106   |      | Maison Maillardoz | E   | Grandvaux, Rue Saint-Georges 11 | 544618 / 149427 |

### Bursinel
| KGS-Nr. | Foto | Objektbezeichnung              | Typ | Adresse | Koordinaten     |
| ------- | ---- | ------------------------------ | --- | ------- | --------------- |
| 05964   |      | Villa Choisi mit Nebengebäuden | O   | Choisy  | 513758 / 143784 |

### Bursins
| KGS-Nr. | Foto | Objektbezeichnung                                          | Typ | Adresse               | Koordinaten     |
| ------- | ---- | ---------------------------------------------------------- | --- | --------------------- | --------------- |
| 05968   |      | Reformierte Kirche Saint-Martin, Pfarrhaus und festes Haus | O   | Rue de l’Église       | 511275 / 144679 |
| 11665   |      | Ziegelei von Vinzel mit Hoffmann-Ofen                      | E   | Chemin de la Tuilière | 511274 / 144684 |

### Champvent
| KGS-Nr. | Foto | Objektbezeichnung           | Typ | Adresse           | Koordinaten     |
| ------- | ---- | --------------------------- | --- | ----------------- | --------------- |
| 05970   |      | Schloss Champvent           | O   | Chemin du Château | 533758 / 181232 |
| 05971   |      | Herrenhaus Saint-Christophe | O   | Saint-Christophe  | 532061 / 180581 |

### Château-d’Oex
| KGS-Nr. | Foto | Objektbezeichnung                      | Typ | Adresse                 | Koordinaten     |
| ------- | ---- | -------------------------------------- | --- | ----------------------- | --------------- |
| 09689   |      | Les Ciernes-Picat, mesolithischer Abri | A   | Route des Ciernes-Picat | 579200 / 150700 |

### Chavannes-le-Chêne
| KGS-Nr. | Foto | Objektbezeichnung                                                | Typ | Adresse | Koordinaten     |
| ------- | ---- | ---------------------------------------------------------------- | --- | ------- | --------------- |
| 10509   |      | Vallon des Vaux (prähistorische/hochmittelalterliche Fundstelle) | A   |         | 548700 / 180651 |

### Chavannes-le-Veyron
| KGS-Nr. | Foto | Objektbezeichnung | Typ | Adresse            | Koordinaten     |
| ------- | ---- | ----------------- | --- | ------------------ | --------------- |
| 10319   |      | Sägewerk          | E   | Chemin du Veyron 1 | 524280 / 161844 |

### Chavannes-près-Renens
| KGS-Nr. | Foto | Objektbezeichnung              | Typ  | Adresse              | Koordinaten     |
| ------- | ---- | ------------------------------ | ---- | -------------------- | --------------- |
| 08792   |      | Kantonsarchiv Waadt (Sammlung) | Arch | Rue de la Mouline 32 | 533980 / 153072 |

### Chavornay
| KGS-Nr. | Foto | Objektbezeichnung                | Typ | Adresse         | Koordinaten     |
| ------- | ---- | -------------------------------- | --- | --------------- | --------------- |
| 05984   |      | Reformierte Kirche Saint-Maurice | E   | Rue de l’Église | 533596 / 172629 |

### Chêne-Pâquier
| KGS-Nr. | Foto | Objektbezeichnung    | Typ | Adresse    | Koordinaten     |
| ------- | ---- | -------------------- | --- | ---------- | --------------- |
| 05985   |      | Kirche und Pfarrhaus | O   | Le Pâquier | 548460 / 180141 |

### Cheseaux-Noréaz
| KGS-Nr. | Foto | Objektbezeichnung                | Typ | Adresse                 | Koordinaten     |
| ------- | ---- | -------------------------------- | --- | ----------------------- | --------------- |
| 05990   |      | Champ-Pittet, Schloss und Gärten | O   | Chemin de la Cariçaie 1 | 540989 / 181670 |

### Chéserex
| KGS-Nr. | Foto | Objektbezeichnung                   | Typ | Adresse                   | Koordinaten     |
| ------- | ---- | ----------------------------------- | --- | ------------------------- | --------------- |
| 05993   |      | Kirche der ehemaligen Abtei Bonmont | E   | Bonmont, Route de Bonmont | 500838 / 139874 |

### Concise
| KGS-Nr. | Foto | Objektbezeichnung                                                  | Typ | Adresse   | Koordinaten     |
| ------- | ---- | ------------------------------------------------------------------ | --- | --------- | --------------- |
| 06005   |      | Ehemalige Kartause La Lance                                        | O   | La Lance  | 546514 / 189999 |
| 06006   |      | La Raisse / En Favarges (römischer Steinbruch)                     | A   | La Raisse | 547100 / 190251 |
| 09690   |      | Sous-Colachoz (jungsteinzeitliche/bronzezeitliche Seeufersiedlung) | A   | La Baie   | 545000 / 188701 |

### Coppet
| KGS-Nr. | Foto | Objektbezeichnung                                                                         | Typ    | Adresse          | Koordinaten     |
| ------- | ---- | ----------------------------------------------------------------------------------------- | ------ | ---------------- | --------------- |
| 06010   |      | Schloss Coppet und Europäisches Institut der Universität Genf, Europäisches Archivzentrum | Arch O | Rue de la Gare 2 | 503984 / 130292 |
| 06013   |      | Ehemalige Dominikanerkirche                                                               | E      | Grand’Rue        | 504063 / 130143 |

### Corseaux
| KGS-Nr. | Foto | Objektbezeichnung | Typ | Adresse            | Koordinaten     |
| ------- | ---- | ----------------- | --- | ------------------ | --------------- |
| 06020   |      | Villa Le Lac      | E   | Route de Lavaux 21 | 553210 / 146525 |

### Corsier-sur-Vevey
| KGS-Nr. | Foto | Objektbezeichnung                                 | Typ | Adresse           | Koordinaten     |
| ------- | ---- | ------------------------------------------------- | --- | ----------------- | --------------- |
| 06021   |      | Café de la Place                                  | E   | Place du Temple 5 | 554141 / 146754 |
| 06022   |      | Manoir de Ban (Herrenhaus, Nebengebäude und Park) | O   | Route de Fénil 2  | 554903 / 147293 |

### Cossonay
| KGS-Nr. | Foto | Objektbezeichnung                             | Typ | Adresse         | Koordinaten     |
| ------- | ---- | --------------------------------------------- | --- | --------------- | --------------- |
| 06029   |      | Reformierte Kirche Saint-Pierre et Saint-Paul | E   | Place du Temple | 528800 / 162971 |

### Crans-près-Céligny
| KGS-Nr. | Foto | Objektbezeichnung | Typ | Adresse             | Koordinaten     |
| ------- | ---- | ----------------- | --- | ------------------- | --------------- |
| 06031   |      | Schloss Crans     | O   | Rue Antoine-Saladin | 505351 / 134786 |

### Cudrefin
| KGS-Nr. | Foto | Objektbezeichnung                              | Typ | Adresse             | Koordinaten     |
| ------- | ---- | ---------------------------------------------- | --- | ------------------- | --------------- |
| 06034   |      | Gerechtigkeitsbrunnen (Fontaine de la Justice) | E   | Place de la Justice | 568023 / 200547 |

### Curtilles
| KGS-Nr. | Foto | Objektbezeichnung | Typ | Adresse           | Koordinaten     |
| ------- | ---- | ----------------- | --- | ----------------- | --------------- |
| 06045   |      | Schloss Curtilles | O   | Chemin du Château | 554844 / 172069 |

### Daillens
| KGS-Nr. | Foto | Objektbezeichnung                            | Typ | Adresse    | Koordinaten     |
| ------- | ---- | -------------------------------------------- | --- | ---------- | --------------- |
| 06047   |      | Kirchturm der Reformierten Kirche Notre-Dame | E   | Au Village | 531840 / 163641 |

### Duillier
| KGS-Nr. | Foto | Objektbezeichnung | Typ | Adresse        | Koordinaten     |
| ------- | ---- | ----------------- | --- | -------------- | --------------- |
| 06053   |      | Schloss Duillier  | O   | Rue du Château | 507388 / 140209 |
| 06054   |      | Zehntenhof        | E   | Verchère       | 507279 / 140382 |

### Dully
| KGS-Nr. | Foto | Objektbezeichnung               | Typ | Adresse               | Koordinaten     |
| ------- | ---- | ------------------------------- | --- | --------------------- | --------------- |
| 06055   |      | Schloss Dully mit Nebengebäuden | O   | Allée du Château 9–11 | 512094 / 142653 |

### Echichens
| KGS-Nr. | Foto | Objektbezeichnung | Typ | Adresse                            | Koordinaten     |
| ------- | ---- | ----------------- | --- | ---------------------------------- | --------------- |
| 06492   |      | Schloss Mestral   | O   | Saint-Saphorin-sur-Morges, Le Pavé | 527054 / 155340 |

### Eclépens
| KGS-Nr. | Foto | Objektbezeichnung                                | Typ | Adresse | Koordinaten     |
| ------- | ---- | ------------------------------------------------ | --- | ------- | --------------- |
| 06063   |      | Ehemaliger Canal d’Entreroches                   | A   |         | 532260 / 168195 |
| 11776   |      | Mormont (prähistorische/eisenzeitliche Siedlung) | A   |         | 530730 / 167501 |

### Ecublens
| KGS-Nr. | Foto | Objektbezeichnung                                                    | Typ    | Adresse           | Koordinaten     |
| ------- | ---- | -------------------------------------------------------------------- | ------ | ----------------- | --------------- |
| 08933   |      | Kantons- und Universitätsbibliothek Lausanne (Abteilung Manuskripte) | Arch B | Allée de Dorigny  | 534078 / 152739 |
| 09159   |      | Jean-Monnet-Stiftung für Europa                                      | Arch   | Route de la Sorge | 534299 / 152881 |
| 09348   |      | Kantons- und Universitätsbibliothek Lausanne (Sammlung)              | Arch B | Allée de Dorigny  | 534078 / 152739 |
| 10596   |      | Archiv des modernen Bauwesens EPFL                                   | Arch   | EPFL, Bâtiment SG | 532880 / 152558 |

### Faoug
| KGS-Nr. | Foto | Objektbezeichnung               | Typ | Adresse           | Koordinaten     |
| ------- | ---- | ------------------------------- | --- | ----------------- | --------------- |
| 10322   |      | Domaine Cornaz und Nebengebäude | O   | Route de Salavaux | 572340 / 195278 |

### Féchy
| KGS-Nr. | Foto | Objektbezeichnung                         | Typ | Adresse        | Koordinaten     |
| ------- | ---- | ----------------------------------------- | --- | -------------- | --------------- |
| 10322   |      | La Gordanne (Herrenhaus und Nebengebäude) | O   | Route Suisse 6 | 518484 / 146762 |

### Gilly
| KGS-Nr. | Foto | Objektbezeichnung      | Typ | Adresse            | Koordinaten     |
| ------- | ---- | ---------------------- | --- | ------------------ | --------------- |
| 06081   |      | Schloss Vincy          | O   | Vincy 2            | 512611 / 146270 |
| 06082   |      | Landsitz Beaulieu      | O   | Route de Genève 68 | 513804 / 144671 |
| 10323   |      | Bauernhaus Nr. ECA 148 | E   | La Rue 14          | 512281 / 145899 |

### Gland
| KGS-Nr. | Foto | Objektbezeichnung                            | Typ | Adresse              | Koordinaten     |
| ------- | ---- | -------------------------------------------- | --- | -------------------- | --------------- |
| 10325   |      | La Rajada (Villa, Nebengebäude und Umgebung) | O   | Chemin de la Falaise | 511643 / 141120 |

### Grandcour
| KGS-Nr. | Foto | Objektbezeichnung                          | Typ | Adresse           | Koordinaten     |
| ------- | ---- | ------------------------------------------ | --- | ----------------- | --------------- |
| 06092   |      | Reformierte Kirche Notre-Dame de Ressudens | E   | Ressudens         | 562580 / 191220 |
| 06093   |      | Schloss Grandcour                          | O   | Chemin du Château | 561223 / 191519 |

### Grandson
| KGS-Nr. | Foto | Objektbezeichnung                                             | Typ  | Adresse             | Koordinaten     |
| ------- | ---- | ------------------------------------------------------------- | ---- | ------------------- | --------------- |
| 06094   |      | Schloss Grandson                                              | O    | Place du Château 14 | 539582 / 184585 |
| 06095   |      | Reformierte Kirche Saint-Jean-Baptiste                        | E    | Rue Haute           | 539324 / 184448 |
| 09693   |      | Corcellettes Les Violes, neolithische Seeufersiedlung         | Arch | Aux Viaules         | 541265 / 185604 |
| 16522   |      | Grandson, Städtchen mit mittelalterlich-neuzeitlichem Schloss | Arch |                     | 539376 / 184406 |

### Jorat-Menthue
| KGS-Nr. | Foto | Objektbezeichnung    | Typ | Adresse                          | Koordinaten     |
| ------- | ---- | -------------------- | --- | -------------------------------- | --------------- |
| 10354   |      | Landessender Sottens | E   | Sottens, Route de Peyres-Possens | 546171 / 167459 |

### Jorat-Mézières
| KGS-Nr. | Foto | Objektbezeichnung | Typ | Adresse                  | Koordinaten     |
| ------- | ---- | ----------------- | --- | ------------------------ | --------------- |
| 06234   |      | Théâtre du Jorat  | E   | Mézières, Rue du Théâtre | 548892 / 160966 |

### L’Abbaye
| KGS-Nr. | Foto | Objektbezeichnung      | Typ | Adresse                 | Koordinaten     |
| ------- | ---- | ---------------------- | --- | ----------------------- | --------------- |
| 05885   |      | Herrenhaus Haute Roche | E   | Le Pont, Rue de la Dent | 515338 / 169128 |

### La Sarraz
| KGS-Nr. | Foto | Objektbezeichnung     | Typ | Adresse        | Koordinaten     |
| ------- | ---- | --------------------- | --- | -------------- | --------------- |
| 06466   |      | Kapelle Saint-Antoine | E   | Grand-Rue      | 529280 / 168015 |
| 06467   |      | Schloss La Sarraz     | O   | Rue du Château | 529241 / 168103 |

### La Tour-de-Peilz
| KGS-Nr. | Foto | Objektbezeichnung | Typ | Adresse             | Koordinaten     |
| ------- | ---- | ----------------- | --- | ------------------- | --------------- |
| 06502   |      | Villa Kenwin      | A   | Chemin du Vallon 19 | 556936 / 144117 |

### Lausanne
| KGS-Nr. | Foto | Objektbezeichnung                                                                 | Typ    | Adresse                           | Koordinaten     |
| ------- | ---- | --------------------------------------------------------------------------------- | ------ | --------------------------------- | --------------- |
| 06116   |      | Altes Spital                                                                      | E      | Rue Mercerie 24                   | 538375 / 152556 |
| 06117   |      | Palais de Justice de Montbenon                                                    | E      | Allée Ernest-Ansermet 2           | 537707 / 152464 |
| 06118   |      | Ehemaliger Bischofssitz                                                           | E      | Place de la Cathédrale 4          | 538326 / 152637 |
| 06119   |      | Ehemalige Akademie                                                                | O      | Rue Cité-Devant 7                 | 538334 / 152805 |
| 06122   |      | Casino de Montbenon                                                               | E      | Allée Ernest-Ansermet 3           | 537569 / 152445 |
| 06123   |      | Kathedrale Notre-Dame                                                             | O      | Place de la Cathédrale            | 538370 / 152681 |
| 06124   |      | Château Saint-Maire                                                               | O      | Place du Château 4                | 538375 / 152927 |
| 06126   |      | Bahnhof Lausanne                                                                  | E      | Place de la Gare                  | 537882 / 152068 |
| 06127   |      | Rathaus                                                                           | E      | Place de la Palud 2               | 538172 / 152589 |
| 06128   |      | Mon Repos (Park, Villa, Brunnen, Marstall, Orangerie und Liebestempel)            | O      | Parc de Mon-Repos 1               | 538927 / 152270 |
| 06131   |      | Schiffe der CGN: La Suisse (1910), Savoie (1914), Simplon (1920) und Rhône (1927) | S      | Ouchy, Avenue de Rhodanie         | 537001 / 151144 |
| 06132   |      | Palais de Rumine                                                                  | E      | Place de la Riponne 6             | 538222 / 152785 |
| 06136   |      | Reformierte Kirche Saint-François                                                 | E      | Place Saint-François 18           | 538220 / 152361 |
| 06137   |      | Bundesgerichtsgebäude                                                             | E      | Avenue du Tribunal Fédéral 29     | 539041 / 152342 |
| 06138   |      | Vidy/Lousanna (prähistorische Nekropole, römischer Vicus)                         | A      | Route de Vidy                     | 535700 / 152001 |
| 06150   |      | Château de Beaulieu (mit Museum Collection de l’Art Brut)                         | E      | Avenue des Bergières 11           | 537568 / 153204 |
| 06164   |      | Galeries Saint-François                                                           | E      | Rue de Bourg 12–14                | 538323 / 152359 |
| 06169   |      | Wohn- und Bürogebäude                                                             | E      | Rue du Grand-Chêne 8              | 538020 / 152377 |
| 06173   |      | Fondation de l’Hermitage (Herrenhaus mit Park)                                    | O      | Route du Signal 2                 | 538513 / 153303 |
| 06177   |      | Musée de l’Elysée mit Nebengebäuden und Umschwung                                 | E M    | Avenue de l’Elysée 18             | 538158 / 151276 |
| 06190   |      | Hôtel Beau-Rivage Palace                                                          | E      | Ouchy, Place du Port 17–19        | 537950 / 151051 |
| 06197   |      | Chauderon-Brücke (Pont Chauderon)                                                 | E      |                                   | 537475 / 152651 |
| 06198   |      | Hôtel des Postes                                                                  | E      | Place Saint-François 15           | 538172 / 152323 |
| 06202   |      | Synagoge                                                                          | A      | Avenue de Florimont               | 538540 / 151976 |
| 06203   |      | Reformierte Kirche Saint-Laurent                                                  | E      | Rue Haldimand                     | 538020 / 152651 |
| 06204   |      | Bel-Air-Turm                                                                      | E      | Place Bel-Air 1                   | 537871 / 152640 |
| 06206   |      | Landschaft und Siedlung Vernand-Dessus                                            | O      | Avenue de Vernand-Dessus          | 536891 / 158335 |
| 08667   |      | Fondation Toms Pauli (Bildwirkerei- und Textilkunstmuseum)                        | M      | Rue Caroline 2                    | 538502 / 152425 |
| 08696   |      | Kantonales Münzmuseum und Medaillenkabinett (im Palais de Rumine)                 | M      | Place de la Riponne 6             | 538239 / 152792 |
| 08697   |      | Art-Brut-Sammlung (im Château de Beaulieu)                                        | M      | Avenue des Bergières 11           | 537568 / 153204 |
| 08698   |      | Fondation de l’Hermitage (Museum)                                                 | M      | Route du Signal 2                 | 538513 / 153303 |
| 08699   |      | Museum für Archäologie und Geschichte (im Palais de Rumine)                       | M      | Place de la Riponne 6             | 538257 / 152784 |
| 08700   |      | Kantonales Kunstmuseum (im Palais de Rumine)                                      | M      | Place de la Riponne 6             | 538239 / 152777 |
| 08701   |      | Musée cantonal de design et d’arts appliqués contemporains (mudac)                | M      | Place de la Cathédrale 6          | 538360 / 152631 |
| 08711   |      | Musée de l’Elysée (Sammlung)                                                      | M      | Avenue de l’Elysée 18             | 538158 / 151276 |
| 08712   |      | Kantonales Museum und Botanischer Garten                                          | M      | Avenue de Cour 14                 | 537456 / 151608 |
| 08713   |      | Kantonales Geologiemuseum (im Palais de Rumine)                                   | M      | Place de la Riponne 6             | 538257 / 152784 |
| 08714   |      | Historisches Museum Lausanne (im ehemaligen Bischofssitz)                         | E M    | Place de la Cathédrale 4          | 538331 / 152643 |
| 08715   |      | Kantonales Zoologiemuseum (im Palais de Rumine)                                   | M      | Place de la Riponne 6             | 538257 / 152784 |
| 08777   |      | Archiv der Stadt Lausanne                                                         | Arch   | Rue du Maupas 47                  | 537528 / 152974 |
| 08837   |      | Archiv des Bundesgerichts                                                         | Arch   | Avenue du Tribunal Fédéral 29     | 539041 / 152342 |
| 08947   |      | Dokumentationsdienst und Archiv von Radio Suisse Romande                          | Arch   | Avenue du Temple 40               | 539422 / 153853 |
| 08977   |      | Archiv des Universitätsspitals                                                    | Arch   | Rue du Bugnon 46                  | 538922 / 152928 |
| 09032   |      | Freibad Bellerive                                                                 | E      | Avenue de Rhodanie 23             | 536925 / 151490 |
| 09485   |      | Gelände der Expo64 mit Théâtre de Vidy                                            | O      | Avenue Émile-H.-Jaques-Dalcroze 5 | 536491 / 151609 |
| 09694   |      | Colline de la Cité (latènezeitliche/mittelalterliche Siedlung)                    | A      |                                   | 537700 / 152881 |
| 10327   |      | Friedhof Bois-de-Vaux                                                             | E      | Route de Chavannes 2              | 535835 / 152223 |
| 10331   |      | Verwaltungsgebäude der Vaudoise Versicherungen                                    | E      | Avenue de Cour 41                 | 537146 / 151761 |
| 10510   |      | Verwaltungsgebäude André & Cie. S.A.                                              | E      | Chemin Messidor 5–7               | 538798 / 151829 |
| 10674   |      | Olympisches Museum und Archiv des IOC                                             | M      | Quai d’Ouchy 1                    | 538278 / 151058 |
| 11614   |      | Archiv des Internationalen Olympischen Komitees                                   | Arch   | Route de Vidy 9                   | 535395 / 152211 |
| 11616   |      | Römisches Museum                                                                  | Arch M | Chemin du Bois-de-Vaux 24         | 535553 / 152303 |
| 11682   |      | Maison de l’Estérel                                                               | E      | Avenue d’Ouchy 16–18              | 537953 / 151640 |
| 11779   |      | Archiv der Banque Vaudoise                                                        | Arch   | Place Saint-François              | 538300 / 152281 |
| 11781   |      | Bibliothèque des Cèdres                                                           | B      | Chemin des Cèdres 7               | 537730 / 153012 |
| 11782   |      | Wohnhaus                                                                          | E      | Chemin de Chandolin 4             | 539197 / 152125 |
| 11837   |      | Archiv der Énergie Ouest Suisse                                                   | Arch   | Chemin de Mornex 10               | 537840 / 152261 |

### Les Clées
| KGS-Nr. | Foto | Objektbezeichnung                                 | Typ | Adresse            | Koordinaten     |
| ------- | ---- | ------------------------------------------------- | --- | ------------------ | --------------- |
| 05998   |      | Schloss Les Clées (Burgruinen, abgegangene Stadt) | A   | Impasse du Château | 525400 / 175961 |

### L’Isle
| KGS-Nr. | Foto | Objektbezeichnung           | Typ | Adresse        | Koordinaten     |
| ------- | ---- | --------------------------- | --- | -------------- | --------------- |
| 06111   |      | Schloss L’Isle und Umgebung | O   | Rue du Château | 521335 / 163616 |

### Lucens
| KGS-Nr. | Foto | Objektbezeichnung               | Typ | Adresse        | Koordinaten     |
| ------- | ---- | ------------------------------- | --- | -------------- | --------------- |
| 06220   |      | Schloss Lucens und Nebengebäude | O   | Rue du Château | 553976 / 173451 |

### Luins
| KGS-Nr. | Foto | Objektbezeichnung | Typ | Adresse          | Koordinaten     |
| ------- | ---- | ----------------- | --- | ---------------- | --------------- |
| 11683   |      | Schloss Luins     | O   | Route du Village | 510320 / 144341 |

### Lutry
| KGS-Nr. | Foto | Objektbezeichnung               | Typ | Adresse             | Koordinaten     |
| ------- | ---- | ------------------------------- | --- | ------------------- | --------------- |
| 06223   |      | Reformierte Kirche Saint-Martin | E   | Place du Temple     | 542267 / 150413 |
| 06226   |      | Château des Rôdeurs             | O   | Rue du Château 4    | 542295 / 150473 |
| 11783   |      | Katholische Kirche Saint-Martin | E   | Route de Taillepied | 541523 / 150779 |
| 11784   |      | Haus mit gotischer Fassade      | E   | Rue du Bourg 8      | 542265 / 150466 |

### Maracon
| KGS-Nr. | Foto | Objektbezeichnung                                 | Typ | Adresse     | Koordinaten     |
| ------- | ---- | ------------------------------------------------- | --- | ----------- | --------------- |
| 10341   |      | Bauernhof und Landschaft von Praz-Derrey (ECA 31) | O   | Praz-Derrey | 556441 / 155391 |

### Mathod
| KGS-Nr. | Foto | Objektbezeichnung               | Typ | Adresse           | Koordinaten     |
| ------- | ---- | ------------------------------- | --- | ----------------- | --------------- |
| 06231   |      | Schloss Mathod und Nebengebäude | O   | Route de Suscévaz | 533345 / 179782 |

### Mex
| KGS-Nr. | Foto | Objektbezeichnung | Typ | Adresse             | Koordinaten     |
| ------- | ---- | ----------------- | --- | ------------------- | --------------- |
| 06233   |      | Unteres Schloss   | O   | Route de Cossonay 1 | 531982 / 158782 |

### Molondin
| KGS-Nr. | Foto | Objektbezeichnung                                    | Typ | Adresse    | Koordinaten     |
| ------- | ---- | ---------------------------------------------------- | --- | ---------- | --------------- |
| 06236   |      | Saint-Martin-du-Chêne (Burgruine, abgegangene Stadt) | A   | Le Pâquier | 548100 / 180711 |

### Montcherand
| KGS-Nr. | Foto | Objektbezeichnung                | Typ | Adresse            | Koordinaten     |
| ------- | ---- | -------------------------------- | --- | ------------------ | --------------- |
| 06239   |      | Reformierte Kirche Saint-Étienne | E   | Ruelle de l’Église | 529075 / 176131 |

### Mont-la-Ville
| KGS-Nr. | Foto | Objektbezeichnung                                         | Typ | Adresse | Koordinaten     |
| ------- | ---- | --------------------------------------------------------- | --- | ------- | --------------- |
| 10993   |      | Abri sous roche du Mollendruz (prähistorische Wohnstätte) | A   |         | 518650 / 166521 |

### Montreux
| KGS-Nr. | Foto | Objektbezeichnung                                    | Typ | Adresse                         | Koordinaten     |
| ------- | ---- | ---------------------------------------------------- | --- | ------------------------------- | --------------- |
| 06240   |      | Château du Chatelard                                 | O   | Chemin Planchamp-Dessous 1      | 558558 / 144156 |
| 06241   |      | Villa Karma                                          | E   | Clarens, Rue du Lac 171         | 556953 / 143962 |
| 06242   |      | Bahnhof Montreux                                     | E   | Avenue des Alpes 74             | 559398 / 142862 |
| 06243   |      | Hôtel Montreux-Palace und Nebenbauten                | O   | Avenue des Alpes 100            | 559150 / 143144 |
| 06244   |      | Ensemble mit ehemaligem Grand-Hôtel, Hôtel des Alpes | O   | Territet, Avenue de Chillon 78  | 560418 / 141715 |
| 06246   |      | Palace Hôtel                                         | E   | Caux, Rue du Panorama 2         | 561480 / 142437 |
| 06250   |      | Château des Crêtes                                   | O   | Avenue des Bosquets-de-Julie 13 | 557906 / 143908 |
| 06251   |      | Insel und Villa Salagnon                             | O   | Chemin de l’Ile de Salagnon     | 557301 / 143388 |
| 06266   |      | Marché Couvert                                       | E   | Grand-Rue                       | 559350 / 142470 |

### Morges
| KGS-Nr. | Foto | Objektbezeichnung                                              | Typ | Adresse                | Koordinaten     |
| ------- | ---- | -------------------------------------------------------------- | --- | ---------------------- | --------------- |
| 06276   |      | Ehemalige Auberge de la Croix Blanche                          | E   | Grand-Rue 72           | 527787 / 151272 |
| 06277   |      | Schloss Morges                                                 | O   | Place de la Navigation | 527705 / 151029 |
| 06281   |      | Reformierte Kirche                                             | E   | Place de l’Église      | 527989 / 151479 |
| 06283   |      | Wohnhaus (Maison Blanchenay)                                   | E   | Grand-Rue 54           | 527808 / 151325 |
| 06287   |      | Wohnhaus (Maison Linder)                                       | E   | Grand-Rue 94           | 527727 / 151209 |
| 06291   |      | Rathaus                                                        | E   | Rue Louis-de-Savoie 70 | 527803 / 151198 |
| 08688   |      | Waadtländer Militärmuseum (im Schloss)                         | M   | Place de la Navigation | 527705 / 151029 |
| 09695   |      | Les Roseaux / La Grande Cité (bronzezeitliche Seeufersiedlung) | A   |                        | 528600 / 151951 |

### Moudon
| KGS-Nr. | Foto | Objektbezeichnung                  | Typ | Adresse                     | Koordinaten     |
| ------- | ---- | ---------------------------------- | --- | --------------------------- | --------------- |
| 06301   |      | Reformierte Kirche Saint-Étienne   | E   | Place Saint-Étienne         | 551048 / 168757 |
| 06311   |      | Herrenhaus Rochefort               | E   | Rue du Château 50           | 550591 / 168907 |
| 06313   |      | Moses-Brunnen (Fontaine de Moïse)  | E   | Rue du Château              | 550575 / 168900 |
| 06318   |      | Rathaus (Hôtel de Ville)           | E   | Place de l’Hôtel-de-Ville 1 | 550922 / 168827 |
| 06329   |      | Tour du Château                    | E   | Rue du Château              | 550798 / 168909 |
| 09098   |      | Maison Loys de Villardin mit Anbau | O   | Rue Grenade 34              | 551070 / 168888 |
| 09106   |      | Maison des États de Vaud           | E   | Rue du Château 15           | 550761 / 168885 |
| 09114   |      | Maison d’Arnay                     | E   | Rue du Château 34           | 550719 / 168923 |
| 10342   |      | Ehemaliger Kornspeicher            | E   | Rue du Château 21           | 550704 / 168888 |
| 11681   |      | Maison Tacheron                    | E   | Grand-Rue 8                 | 550896 / 168854 |

### Nyon
| KGS-Nr. | Foto | Objektbezeichnung                                    | Typ  | Adresse             | Koordinaten     |
| ------- | ---- | ---------------------------------------------------- | ---- | ------------------- | --------------- |
| 06332   |      | Schloss Nyon                                         | O    | Place du Château    | 507839 / 137447 |
| 06346   |      | Herrenhaus                                           | E    | Rue Maupertuis 2, 4 | 507825 / 137401 |
| 06350   |      | Reformierte Kirche Notre-Dame                        | E    | Rue du Temple       | 507619 / 137312 |
| 09160   |      | UEFA-Archiv                                          | Arch | Route de Genève 46  | 507088 / 136225 |
| 09385   |      | Historisches Museum und Porzellanmuseum (im Schloss) | M    | Place du Château    | 507839 / 137447 |
| 09696   |      | Colonia Iulia Equestris (römische Stadt)             | A    |                     | 507699 / 137502 |
| 11615   |      | Römisches Museum                                     | A M  | Rue Maupertuis      | 507759 / 137372 |

### Ollon
| KGS-Nr. | Foto | Objektbezeichnung                                                           | Typ | Adresse          | Koordinaten     |
| ------- | ---- | --------------------------------------------------------------------------- | --- | ---------------- | --------------- |
| 06356   |      | Saint-Triphon und Charpigny (prähistorische/mittelalterliche Höhensiedlung) | A   | Chemin du Lessus | 564319 / 127170 |

### Onnens
| KGS-Nr. | Foto | Objektbezeichnung               | Typ | Adresse         | Koordinaten     |
| ------- | ---- | ------------------------------- | --- | --------------- | --------------- |
| 06364   |      | Reformierte Kirche Saint-Martin | E   | Rue de l’Église | 542600 / 187766 |

### Orbe
| KGS-Nr. | Foto | Objektbezeichnung              | Typ | Adresse               | Koordinaten     |
| ------- | ---- | ------------------------------ | --- | --------------------- | --------------- |
| 06366   |      | Boscéaz (gallo-römische Villa) | A   |                       | 531100 / 177421 |
| 06367   |      | Reformierte Kirche Notre-Dame  | E   | Rue du Château        | 530748 / 175223 |
| 06370   |      | Schloss Orbe                   | O   | Chemin de la Tranchée | 530750 / 175371 |
| 06371   |      | Rathaus                        | E   | Place du Marché 2     | 530671 / 175182 |

### Ormont-Dessous
| KGS-Nr. | Foto | Objektbezeichnung | Typ | Adresse | Koordinaten     |
| ------- | ---- | ----------------- | --- | ------- | --------------- |
| 06379   |      | Pont des Planches | E   |         | 570486 / 133866 |

### Ormont-Dessus
| KGS-Nr. | Foto | Objektbezeichnung                 | Typ | Adresse       | Koordinaten     |
| ------- | ---- | --------------------------------- | --- | ------------- | --------------- |
| 06386   |      | Sägewerk                          | E   | Les Planches  | 576099 / 133780 |
| 10601   |      | Reformierte Kirche Saint-Théodule | E   | Vers-l’Église | 576375 / 133636 |

### Oron
| KGS-Nr. | Foto | Objektbezeichnung            | Typ | Adresse                    | Koordinaten     |
| ------- | ---- | ---------------------------- | --- | -------------------------- | --------------- |
| 06391   |      | Reformierte Kirche           | E   | Oron-la-Ville, Le Bourg    | 553129 / 157873 |
| 06392   |      | Schloss Oron                 | O   | Oron-le-Châtel, Petit-Clos | 553900 / 158320 |
| 09312   |      | Schlossbibliothek            | B   | Oron-le-Châtel, Petit-Clos | 553900 / 158320 |
| 10992   |      | Zisterzienserabtei Haut-Crêt | A   | Les Tavernes               | 552350 / 156351 |

### Payerne
| KGS-Nr. | Foto | Objektbezeichnung                        | Typ | Adresse             | Koordinaten     |
| ------- | ---- | ---------------------------------------- | --- | ------------------- | --------------- |
| 06400   |      | Abteikirche und ehemalige Klostergebäude | O   | Place du Tribunal   | 561755 / 185632 |
| 06401   |      | Bannerträger-Brunnen                     | E   | Place Saint-Laurent | 561811 / 185654 |
| 10344   |      | Reformierte Kirche Notre-Dame            | E   | Rue du Temple       | 561831 / 185644 |
| 10346   |      | Altes Gericht                            | E   | Place du Marché 3   | 561813 / 185614 |

### Penthaz
| KGS-Nr. | Foto | Objektbezeichnung                    | Typ  | Adresse           | Koordinaten     |
| ------- | ---- | ------------------------------------ | ---- | ----------------- | --------------- |
| 08948   |      | Schweizer Filmarchiv (Archivzentrum) | Arch | Chemin de la Vaux | 530850 / 161601 |

### Prangins
| KGS-Nr. | Foto | Objektbezeichnung                           | Typ | Adresse              | Koordinaten     |
| ------- | ---- | ------------------------------------------- | --- | -------------------- | --------------- |
| 06412   |      | Schloss Prangins mit Umschwung              | O   | Route de la Bossière | 508727 / 138776 |
| 06414   |      | Villa Les Bleuets, Gärten und Hafen         | O   | Route de Promenthoux | 509879 / 138519 |
| 11778   |      | Schweizerisches Nationalmuseum (im Schloss) | M   | Route de la Bossière | 508727 / 138776 |

### Provence
| KGS-Nr. | Foto | Objektbezeichnung | Typ | Adresse | Koordinaten     |
| ------- | ---- | ----------------- | --- | ------- | --------------- |
| 10350   |      | Alp La Redalle    | E   |         | 539735 / 192410 |

### Pully
| KGS-Nr. | Foto | Objektbezeichnung                          | Typ | Adresse                 | Koordinaten     |
| ------- | ---- | ------------------------------------------ | --- | ----------------------- | --------------- |
| 10459   |      | Villa Eupalinos                            | E   | Chemin de la Bruyère 17 | 540431 / 152776 |
| 11702   |      | Le Prieuré (römische Villa, Wandmalereien) | A   | Avenue Samson-Reymondin | 540380 / 151191 |

### Rolle
| KGS-Nr. | Foto | Objektbezeichnung                                        | Typ | Adresse     | Koordinaten     |
| ------- | ---- | -------------------------------------------------------- | --- | ----------- | --------------- |
| 06437   |      | Schloss Rolle                                            | O   | Grand-Rue 1 | 515713 / 145851 |
| 06438   |      | Île de la Harpe                                          | E   |             | 515549 / 145501 |
| 09313   |      | Historischer Bestand der Gemeindebibliothek (im Schloss) | B   | Grand-Rue 1 | 515713 / 145851 |

### Romainmôtier-Envy
| KGS-Nr. | Foto | Objektbezeichnung                          | Typ  | Adresse                  | Koordinaten     |
| ------- | ---- | ------------------------------------------ | ---- | ------------------------ | --------------- |
| 06444   |      | Perimeter der ehemaligen Cluniazenserabtei | A, O | Chemin derrière l’Église | 525255 / 171826 |
| 09692   |      | Prähistorische/mittelalterliche Eisenhütte | A    |                          | 526550 / 169451 |

### Rossinière
| KGS-Nr. | Foto | Objektbezeichnung  | Typ | Adresse   | Koordinaten     |
| ------- | ---- | ------------------ | --- | --------- | --------------- |
| 06456   |      | Maison de la Place | E   | La Place  | 572632 / 146243 |
| 06457   |      | Grand Chalet       | E   | Le Borjoz | 572795 / 146103 |

### Rougemont
| KGS-Nr. | Foto | Objektbezeichnung                        | Typ | Adresse    | Koordinaten     |
| ------- | ---- | ---------------------------------------- | --- | ---------- | --------------- |
| 06464   |      | Reformierte Kirche Saint-Nicolas de Myre | E   | Le Château | 582160 / 148510 |

### Saint-George
| KGS-Nr. | Foto | Objektbezeichnung            | Typ | Adresse   | Koordinaten     |
| ------- | ---- | ---------------------------- | --- | --------- | --------------- |
| 06481   |      | Sägewerk und ehemalige Mühle | O   | Le Moulin | 509872 / 151543 |

### Saint-Légier-La Chiésaz
| KGS-Nr. | Foto | Objektbezeichnung             | Typ | Adresse                | Koordinaten     |
| ------- | ---- | ----------------------------- | --- | ---------------------- | --------------- |
| 06482   |      | Schloss Hauteville            | O   | Chemin des Boulingrins | 556198 / 146341 |
| 06483   |      | Reformierte Kirche Notre-Dame | E   | Chemin de l’Église     | 557400 / 146822 |

### Saint-Prex
| KGS-Nr. | Foto | Objektbezeichnung             | Typ | Adresse      | Koordinaten     |
| ------- | ---- | ----------------------------- | --- | ------------ | --------------- |
| 06484   |      | Reformierte Kirche Notre-Dame | E   | Rue du Motty | 524727 / 148266 |

### Saint-Saphorin (Lavaux)
| KGS-Nr. | Foto | Objektbezeichnung                                                          | Typ | Adresse     | Koordinaten     |
| ------- | ---- | -------------------------------------------------------------------------- | --- | ----------- | --------------- |
| 06489   |      | Reformierte Kirche Saint-Symphorien mit gellorömischer Villa und Pfarrhaus | A O | Chemin Neuf | 550650 / 147101 |

### Saint-Sulpice
| KGS-Nr. | Foto | Objektbezeichnung                         | Typ | Adresse        | Koordinaten     |
| ------- | ---- | ----------------------------------------- | --- | -------------- | --------------- |
| 06493   |      | Reformierte Kirche Sainte-Marie-Madeleine | O   | Chemin du Crêt | 532538 / 151210 |

### Treytorrens (Payerne)
| KGS-Nr. | Foto | Objektbezeichnung                      | Typ | Adresse           | Koordinaten     |
| ------- | ---- | -------------------------------------- | --- | ----------------- | --------------- |
| 06505   |      | Reformierte Kirche Saint-Jean-Baptiste | E   | Chemin du Château | 551280 / 180191 |

### Ursins
| KGS-Nr. | Foto | Objektbezeichnung | Typ | Adresse    | Koordinaten     |
| ------- | ---- | ----------------- | --- | ---------- | --------------- |
| 06506   |      | Römischer Schrein | A   | Pré du Ruz | 541120 / 176301 |

### Valeyres-sous-Rances
| KGS-Nr. | Foto | Objektbezeichnung | Typ | Adresse          | Koordinaten     |
| ------- | ---- | ----------------- | --- | ---------------- | --------------- |
| 06509   |      | Maison Bonstetten | E   | Rue du Village 5 | 530229 / 178356 |

### Vallorbe
| KGS-Nr. | Foto | Objektbezeichnung       | Typ | Adresse          | Koordinaten     |
| ------- | ---- | ----------------------- | --- | ---------------- | --------------- |
| 06509   |      | Internationaler Bahnhof | E   | Rue de la Gare 1 | 518337 / 174018 |

### Vevey
| KGS-Nr. | Foto | Objektbezeichnung                  | Typ  | Adresse                | Koordinaten     |
| ------- | ---- | ---------------------------------- | ---- | ---------------------- | --------------- |
| 06516   |      | Château de l’Aile                  | E    | Grande Place 1         | 554086 / 145502 |
| 06517   |      | Katholische Kirche Notre-Dame      | E    | Rue des Chenevières    | 555001 / 145442 |
| 06519   |      | Reformierte Kirche Saint-Martin    | E    | Boulevard Saint-Martin | 554550 / 145820 |
| 06521   |      | Nestlé-Hauptverwaltung             | E    | Avenue Nestlé 55       | 553610 / 146331 |
| 06525   |      | Cour au Chantre                    | E    | Rue du Simplon 22      | 554449 / 145588 |
| 06528   |      | Orthodoxe Kirche                   | E    | Rue des Communaux 12   | 554453 / 145789 |
| 06532   |      | Kornhalle und Marktplatz           | O    | Grande Place 29        | 554222 / 145630 |
| 06533   |      | Rathaus                            | E    | Rue du Lac 2           | 554560 / 145460 |
| 06534   |      | Hôtel des Trois-Couronnes          | E    | Rue du Château 1       | 554657 / 145382 |
| 08707   |      | Alimentarium (Ernährungsmuseum)    | M    | Quai Perdonnet 25      | 554507 / 145398 |
| 08708   |      | Museum der Bruderschaft der Winzer | M    | Rue du Château 2       | 554704 / 145363 |
| 08717   |      | Musée Jenisch                      | M    | Avenue de la Gare 2    | 554419 / 145746 |
| 08718   |      | Schweizer Kameramuseum             | M    | Grande Place           | 554120 / 145575 |
| 08898   |      | Historisches Archiv der Nestlé AG  | Arch | Avenue Nestlé 55       | 553610 / 146331 |
| 11688   |      | Tour Saint-Jean und Brunnen        | O    | Rue du Lac             | 554559 / 145461 |

### Veytaux
| KGS-Nr. | Foto | Objektbezeichnung | Typ | Adresse              | Koordinaten     |
| ------- | ---- | ----------------- | --- | -------------------- | --------------- |
| 06544   |      | Schloss Chillon   | O   | Avenue du Chillon 21 | 560703 / 140445 |
| 09513   |      | Chillon-Viadukt   | E   |                      | 560919 / 140370 |

### Vufflens-le-Château
| KGS-Nr. | Foto | Objektbezeichnung                  | Typ | Adresse              | Koordinaten     |
| ------- | ---- | ---------------------------------- | --- | -------------------- | --------------- |
| 06561   |      | Schloss Vufflens mit Nebengebäuden | O   | Chemin de la Balle 1 | 526161 / 153070 |

### Vullierens
| KGS-Nr. | Foto | Objektbezeichnung                    | Typ | Adresse        | Koordinaten     |
| ------- | ---- | ------------------------------------ | --- | -------------- | --------------- |
| 06563   |      | Schloss Vullierens mit Nebengebäuden | O   | Rue du Château | 526498 / 158198 |

### Vully-les-Lacs
| KGS-Nr. | Foto | Objektbezeichnung                                            | Typ | Adresse           | Koordinaten     |
| ------- | ---- | ------------------------------------------------------------ | --- | ----------------- | --------------- |
| 06330   |      | Schloss Guévaux mit Nebengebäuden                            | O   | Mur, Route du Lac | 570900 / 198630 |
| 09688   |      | Pointe de Montbec, jungsteinzeitliche Seeufersiedlung        | A   | Chabrey           | 564373 / 198434 |
| 14693   |      | Chenevières de Guévaux I, jungsteinzeitliche Seeufersiedlung | A   | Mur               | 570791 / 198297 |

### Yverdon-les-Bains
| KGS-Nr. | Foto | Objektbezeichnung                                                                    | Typ | Adresse                     | Koordinaten     |
| ------- | ---- | ------------------------------------------------------------------------------------ | --- | --------------------------- | --------------- |
| 06564   |      | Schloss Yverdon                                                                      | O   | Place Pestalozzi            | 539108 / 181094 |
| 06566   |      | Rathaus                                                                              | E   | Place Pestalozzi 1          | 539079 / 181105 |
| 06567   |      | Maison Thorens                                                                       | E   | Rue du Four 17              | 538950 / 181101 |
| 06568   |      | Reformierte Kirche                                                                   | E   | Place Pestalozzi            | 539058 / 181159 |
| 06585   |      | Eburodunum (keltisches Oppidum, römischer Vicus, mittelalterliche und moderne Stadt) | A   | Rue de Valentin             | 539130 / 180671 |
| 06586   |      | Villa d’Entremont                                                                    | E   | Avenue des Bains 20         | 539696 / 180429 |
| 08709   |      | Museum von Yverdon und der Region (im Schloss)                                       | M   | Place Pestalozzi            | 539108 / 181094 |
| 09314   |      | Öffentliche Bibliothek                                                               | B   | Place de l’Ancienne-Poste 4 | 538957 / 181306 |
| 09679   |      | Alignement von Clendy                                                                | A   | Route de Payerne            | 540300 / 181401 |
| 10355   |      | Ehemaliges Hôtel de l’Aigle                                                          | E   | Place Pestalozzi 2          | 539035 / 181110 |
| 10991   |      | Oppidum de Sermuz (eisenzeitliche Siedlung)                                          | A   | Gressy                      | 539400 / 178701 |